# Umm
Umm (arabisch أم, DMG ʾumm „Mutter“) ist ein Bestandteil weiblicher arabischer Beinamen (arabisch كنية, DMG kunya) mit der Bedeutung „Mutter (von)“. Das männliche Gegenstück ist Abu.

## Herkunft und Bedeutung
Umm (auch Imm oder Om ausgesprochen) ist ein Bestandteil eines arabischen Namens und bildet zusammen mit einem anderen Namen einen Beinamen. Er bezeichnet das Verwandtschaftsverhältnis zum erstgeborenen Sohn einer Frau. In der arabischen Gesellschaft ist es üblich, eine Frau ab der Geburt des ersten Sohnes (Mädchen werden dabei kaum berücksichtigt) mit „Umm“ gefolgt vom Vornamen ebendieses Sohnes anzusprechen. Diese Anrede wird auch nicht geändert, wenn dieser erste Sohn sterben sollte. 
Manchmal drückt das vorangestellte Wort „Umm“ aber auch aus, was eine Frau kann, was sie besitzt oder was für sie – in der Ansicht von Dritten – charakteristisch ist. In diesen Fällen findet das Wort also Verwendung im übertragenen Sinne. Das „Umm“ im Sinne von „Besitzerin“ wird auch für ganz alltägliche Umstände gebraucht, wie z. B. eine Brillenträgerin: Umm an-naẓẓāra („Mutter der Brille“). 
Da Städte im Arabischen immer weiblich sind, gibt es viele Ortsnamen mit „Umm“, wobei auch in diesem Fall mit Umm „Besitzerin“ gemeint ist, z. B.
- Umm al-Fahm („Mutter/Besitzerin der Kohle“) in Galiläa
- Umm al-Hiran („Mutter/Besitzerin des Hiran(-Tales)“), Beduinen-Dorf in der Wüste Negev
- Umm Qasr („Mutter/Besitzerin einer Burg“) im Irak

Andere geografische Bezeichnungen:
- Um el Ma („Mutter/Besitzerin des Wassers“), See in der Sahara
- Umm al-Qaiwain („Mutter/Besitzerin zweier Kräfte“), Emirat der Vereinigten Arabischen Emirate
- Umm el-Qaab („Mutter/Besitzerin der Töpfe“), altägyptische Königsnekropole